# Ruslana Taran
Ruslana Oleksiïvna Taran (Руслана Олексіївна Таран: Eupatória, 27 de outubro de 1970) é uma velejadora ucraniana. 

## Carreira
Ruslana Taran representou seu país nos Jogos Olímpicos de 1996, 2000 e 2004, na qual conquistou três medalhas 2 bronzes classe 470 e uma prata na yngling em 2004. 